# Santa Catarina Ayometla
Santa Catarina Ayometla är en ort i Mexiko.   Den ligger i kommunen Santa Catarina Ayometla och delstaten Tlaxcala, i den sydöstra delen av landet, 100 km öster om huvudstaden Mexico City. Santa Catarina Ayometla ligger 2 266 meter över havet och antalet invånare är 7 992.
Terrängen runt Santa Catarina Ayometla är platt västerut, men österut är den kuperad. Runt Santa Catarina Ayometla är det mycket tätbefolkat, med 1 632 invånare per kvadratkilometer. Närmaste större samhälle är Puebla de Zaragoza, 17,8 km söder om Santa Catarina Ayometla. I omgivningarna runt Santa Catarina Ayometla växer huvudsakligen savannskog.